# Stevanovac
Stevanovac (cyr. Стевановац) – wieś w Czarnogórze, w gminie Mojkovac. W 2011 roku liczyła 190 mieszkańców.